# Beilschmiedia rufohirtella
Beilschmiedia rufohirtella är en lagerväxtart som beskrevs av Hsi Wen Li. Beilschmiedia rufohirtella ingår i släktet Beilschmiedia och familjen lagerväxter. Inga underarter finns listade i Catalogue of Life.